# Kulaki

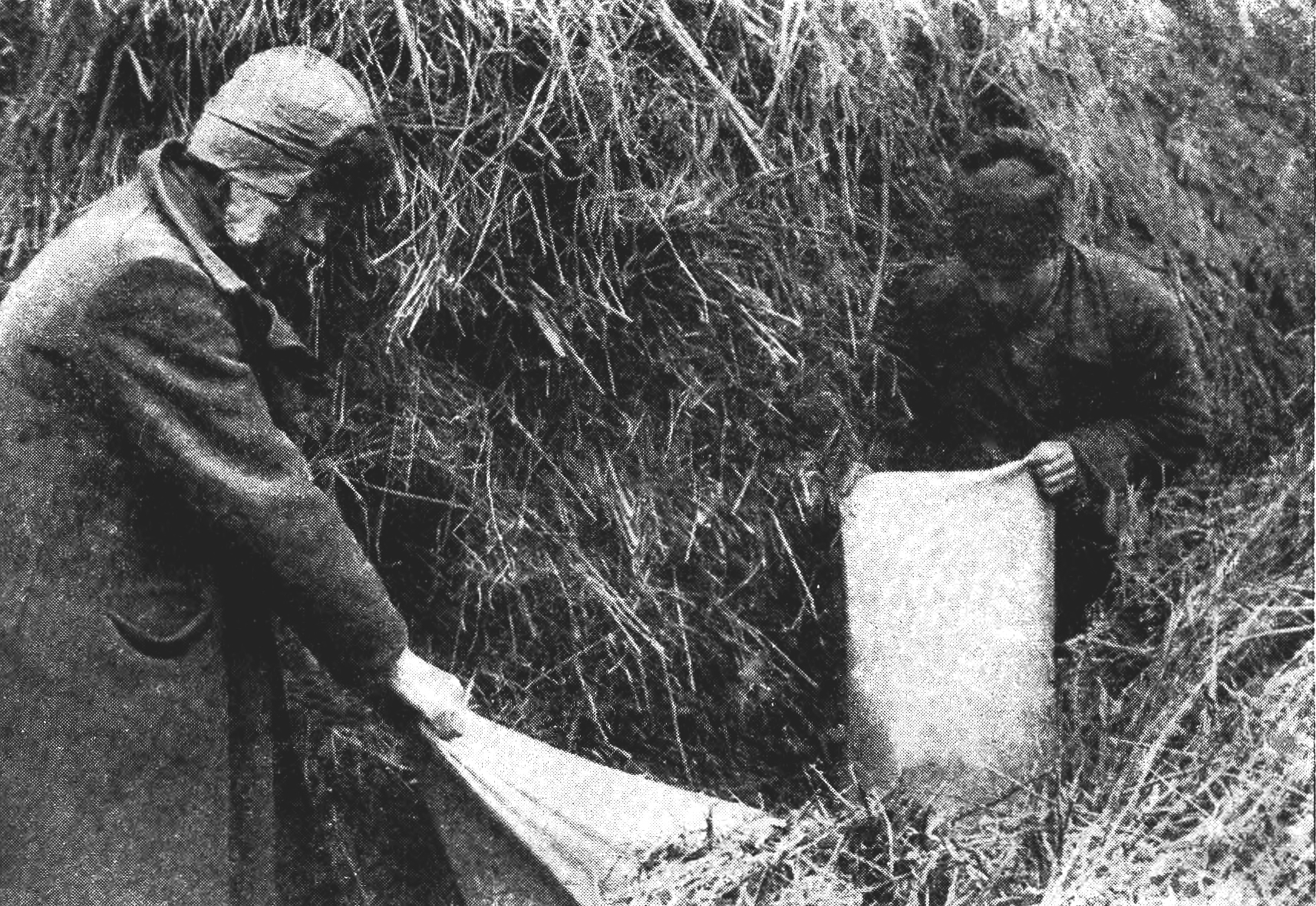
Requisizione del grano dei kulaki durante la collettivizzazione forzata nel Kuban', 1933

I kulaki (talvolta italianizzato in culachi, sing. culaco, dal plurale di kulak, in russo кула́к? , "pugno") erano la categoria di contadini agiati, proprietari terrieri, presente negli ultimi anni dell'Impero russo e nei primi della neonata Unione Sovietica, finché nel 1924, con la morte di Lenin, prese il potere Stalin, che nel 1929 diede il via alla collettivizzazione: i kulaki furono giudicati nemici dello Stato. Iniziò così un vero e proprio rastrellamento nelle campagne, e molti di loro finirono nei gulag.
La parola kulaki inizialmente si riferiva a contadini indipendenti della Russia, che possedevano grandi appezzamenti di terreno ed utilizzavano mezzadri; successivamente il termine fu utilizzato spregiativamente dai bolscevichi per indicare i contadini agiati. Lo storico francese Nicolas Werth sottolinea che per essere classificati come kulaki bastava «l'utilizzo di un operaio agricolo per una parte dell'anno, il possesso di macchine agricole un po' più perfezionate del semplice aratro, di due cavalli e quattro mucche».

## La riforma del 1906

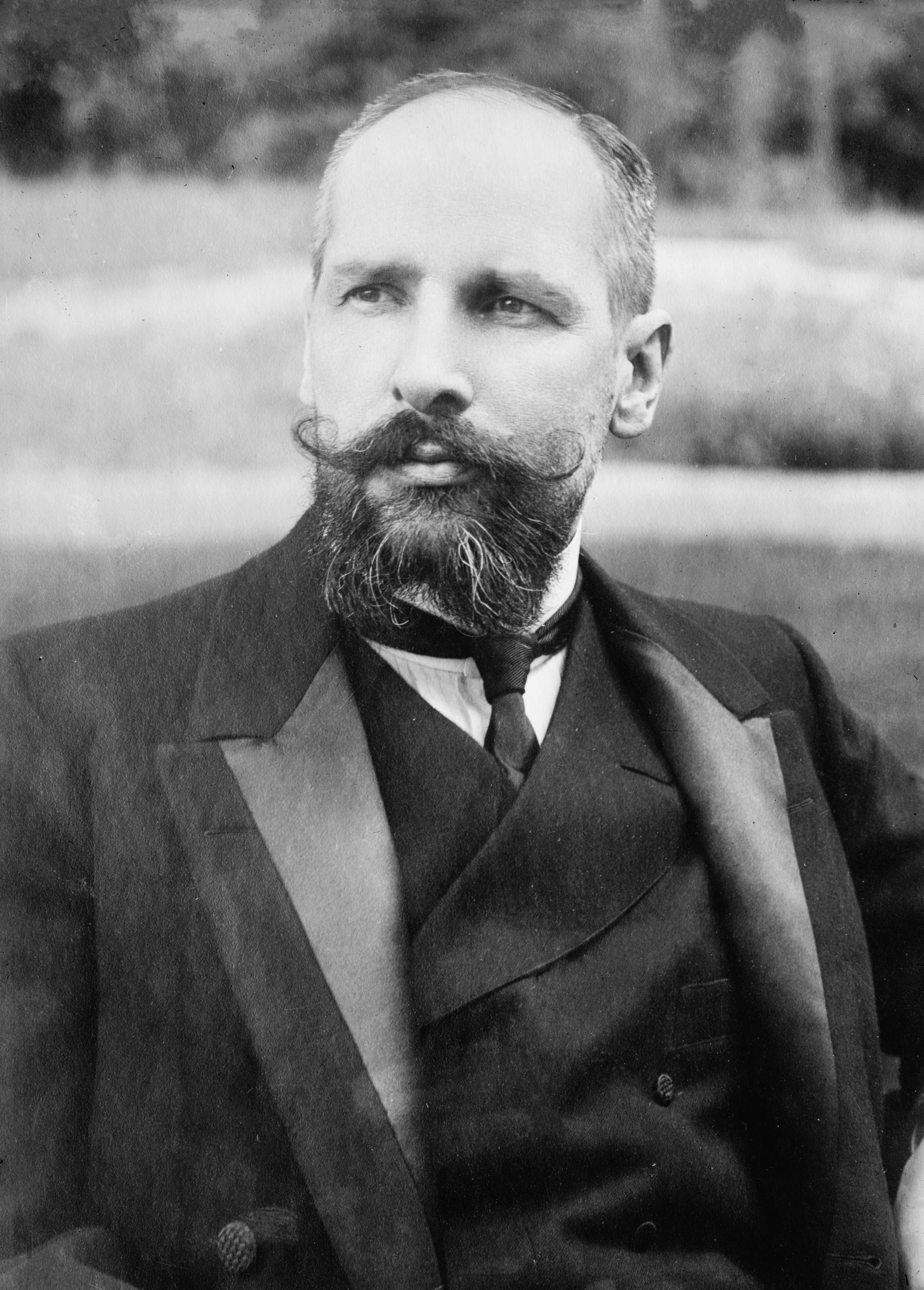
Pëtr Stolypin

La categoria dei kulaki nacque nel 1906, con la riforma agraria di Pëtr Stolypin sulla distribuzione delle terre. Essa prevedeva che le terre dello Stato potessero essere assegnate ai contadini, ma solo attraverso un pagamento. In questo modo i contadini poveri peggiorarono ulteriormente le loro condizioni di vita, perché non poterono più accedere alle terre comuni per bisogni quali il pascolo, la legna, i frutti della natura e la caccia.
La riforma creò in Russia una divisione tra i contadini, suddividendoli in:
- contadini poveri, senza soldi per acquistare terre (kombèdy);
- contadini benestanti, medi proprietari (kulaki).

Questi ultimi, avendo a disposizione le terre, avevano la possibilità di assumere i contadini nullatenenti per coltivarle.

## Lenin e i kulaki

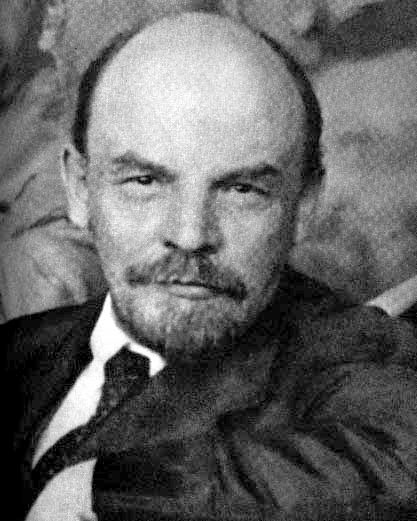
Lenin nel 1921, anno di introduzione della NEP, durante il X Congresso del Partito Bolscevico

Con il "decreto sulla terra" dell'8 novembre 1917 le terre venivano tolte ai pomesciki (grandi proprietari) ed assegnate ai kulaki e kombedi. Il comunismo di guerra – varato da Lenin dopo la presa di potere dei bolscevichi nell'ottobre del 1917 – comportava, tra le altre misure, il divieto di commercio privato e la requisizione forzata di tutto il grano eccedente le necessità di sopravvivenza e di semina del contadino. Il provvedimento colpì in particolare la classe dei kulaki.
Nel marzo del 1921 il comunismo di guerra fu accantonato per essere sostituito dalla Nuova Politica Economica (NEP), che reintroduceva elementi di profitto individuale e di libertà economica. Le requisizioni forzate di grano cessarono, per essere sostituite da un'imposta in natura; inoltre il contadino aveva la possibilità di vendere le proprie eccedenze. Questi provvedimenti favorirono la ripresa del ceto dei kulaki.

## Scontro ideologico sui kulaki: Trockij e Bucharin

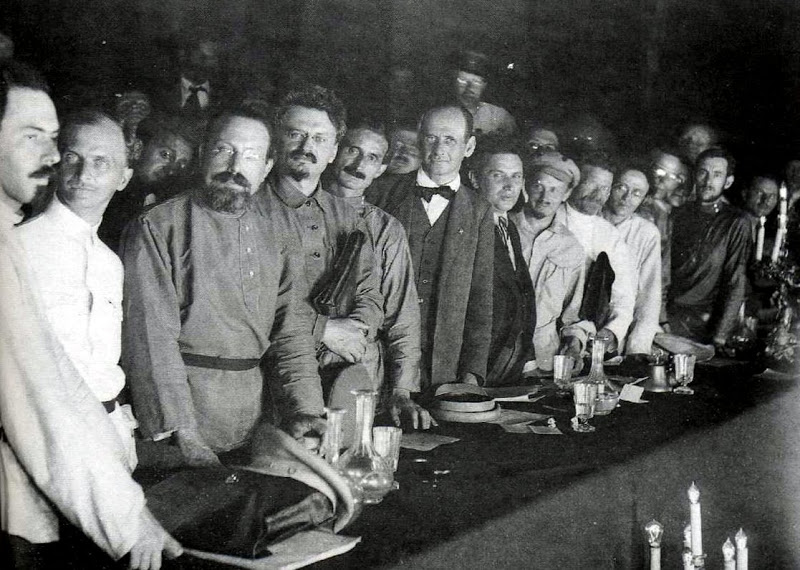
Delegati del II Congresso dell'Internazionale Comunista (1920): tra gli altri, Lev Trockij e Nikolaj Bucharin

Lo scontro ideologico e di potere successivo alla morte di Lenin si ripercosse anche sulla concezione delle varie fazioni sui kulaki. Lev Trockij li osteggiava vivamente: secondo le sue idee era necessario intraprendere al più presto una lotta contro i kulaki, perché essi, andando contro i principi comunisti della parità di ricchezza, rappresentavano una minaccia al mantenimento della rivoluzione.
Nikolaj Bucharin sosteneva invece che bisognava non solo permettere, ma anche rassicurare i contadini sulla possibilità di arricchirsi. Bucharin riteneva infatti che solo con l'aumento dell'attività agricola, il paese, seppur lentamente, poteva innescare una spirale virtuosa di sviluppo.
(Nicolaj Bucharin)

## Stalin e la persecuzione dei kulaki

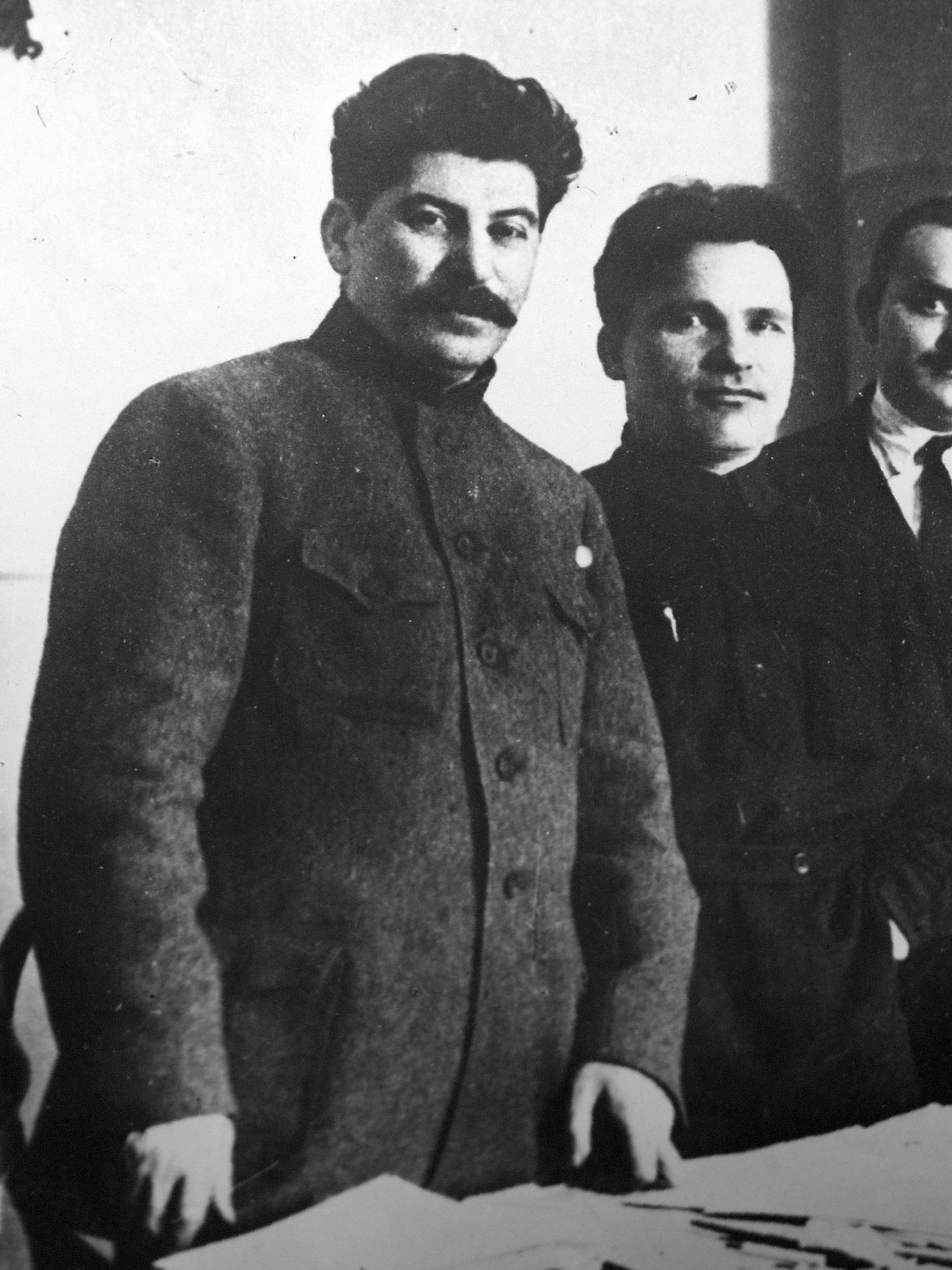
Iosif Stalin e Sergej Kirov nel 1926

Stalin inizialmente, alleandosi con Bucharin, si allineò sulle posizioni di quest'ultimo, dimostrandosi favorevole ad una prosecuzione della Nep. Nel 1927 però, in occasione di una crisi agricola, egli ripristinò le misure sulla requisizione di cereali tipiche del comunismo di guerra. Abbandonate totalmente le tesi di Bucharin, e anzi entrato in contrasto con lui, Stalin introdusse una pianificazione integrale dell'economia. Questo portò alla collettivizzazione forzata delle terre, utilizzata come metodo per trasferire ricchezza dall'agricoltura all'industria: le terre vennero unificate in cooperative agricole (Kolchoz) o in aziende di stato (Sovchoz), che avevano l'obbligo di consegnare i prodotti al prezzo fissato dallo stato.
I kulaki si convertirono così da possidenti ereditieri per diritto di nascita a lavoratori. Molti kulaki si opposero fermamente alla collettivizzazione, ostacolando il raccolto dei cereali attraverso vari atti di sabotaggio, danneggiando macchinari, incendiando le proprietà delle kolkhoz, uccidendo animali, rifiutandosi di seminare e raccogliere, e uccidendo contadini delle kolkhoz e funzionari del partito che organizzavano la collettivizzazione. Stalin reagì ordinando l'arresto degli oppositori, che venivano condannati, a seconda della gravità dei loro atti, dai 5 ai 10 anni di internamento nei gulag. Secondo gli archivi ufficiali i kulaki internati totali nei gulag furono circa 2,5 milioni di persone, dei quali perirono in 600.000, la maggior parte tra il 1930 e il 1933.
(Iosif Stalin)